# Dorothy Maud Wrinch
Dorothy Maud Wrinch (sposata Nicholson e poi Glaser; Rosario, 12 settembre 1894 – Falmouth, 11 febbraio 1976) è stata una matematica e biochimica britannica nota per il suo tentativo di dedurre la struttura delle proteine su base matematica.
Fu ideatrice e sostenitrice del controverso modello del ciclolo per la struttura proteica.

## Biografia
Dorothy Wrinch nacque in Argentina, figlia dell'ingegnere Edward Hart Wrinch e di Ada Souter. La famiglia ritornò in Inghilterra, stabilendosi a Surbiton, nei pressi di Londra. Dopo aver frequentato la Subirton High School, nel 1913 Dorothy Wrinch studiò matematica al Girton College di Cambridge. In quel periodo, Wrinch prese spesso parte agli incontri della Heretics Society fondata da Charles Kay Ogden e fu proprio in occasione di una conferenza organizzata da Ogden che assistette per la prima volta a un discorso di Bertrand Russell. Si diplomò con lode nel 1916.
Nell'anno accademico 1916-1917, Wrinch sostenne a Cambrige i tripos per il corso di Scienze morali e studiò logica matematica con Betrand Russell a Londra. Nel dicembre 1916 Russel la invitò a Garsington Manor, residenza di Ottoline Morell, amante di Russell, dove incontrò Clive Bell e altri mebri del Bloomsbury Group. Nel 1917 Wrinch presentò a Russell Dora Black, che in seguito divenne la sua seconda moglie; sempre a partire dallo stesso anno, Wrinch ottenne un finanziamento come ricercatrice da parte del Girton College, supervisionata ufficialmente da G.H. Hardy di Cambridge, ma di fatto dallo stesso Russell. Quando nel 1918 Russell fu incarcerato come attivista anti-guerra, Wrinch ne assistette i progetti di scrittura portandogli libri e articoli. Nel 1921 Wrinch fece pubblicare per la prima volta su una rivista filosofica tedesca il Tractatus logico-philosophicus di Ludwig Wittgenstein (all'epoca non ancora intitolato così).
A Londra Wrinch frequentò la Società Aristotelica, in particolare un dibattito tra D'Arcy Thompson e John Scott Haldane sulla natura della fisica, della biologia e della psicologia, stringendo amicizia con Thompson. Presso la Società, Wrinch tenne un discorso sulla "somma dei piaceri" e sempre tramite la Società incontrò Harold Jeffreys e Raphael Demos. Nell'autunno del 1918 Wrinch si iscrisse a un corso di laurea al King's College di Londra sulle serie asintotiche con il matematico applicato John Nicholson. Nello stesso periodo, iniziò a insegnare all'University College e proseguì i suoi lavori con Jeffreys sulla filosofia del metodo scientifico. Si trasferì in un appartamento in Mecklemburgh Square di proprietà dell'allora amante di Russell Colette O'Neil. Nel 1920 il Girton College le assegnò la Yarrow Research Fellowship, un finanziamento quadriennale destinato alle ricercatrici, con la libertà di lavorare su qualsiasi area a sua scelta. Sempre nel 1920 conseguì un master presso l'Università di Londra, seguito da un dottorato di ricerca nel 1921. Nel 1922 si sposò e si trasferì a Oxford, dove durante i sedici anni successivi ricoprì una serie di lavori di ricerca, docenza e tutoraggio presso i collegi femminili dell'università. Fu ricercatrice presso il Somerville College di Oxford e fu la prima donna docente di matematica presso l'università. Nel 1929 fu la prima donna a ottenere un dottorato di ricerca ad Oxford.
La prima pubblicazione di Wrinch risale al 1917 e fu uno scritto a difesa della filosofia di Russell. Tra il 1918 e il 1932 pubblicò venti articoli di matematica pura e applicata e sedici sul metodo scientifico e la filosofia della scienza. Al Congresso internazionale di matematica di Bologna del 1928 presentò l'articolo On a method for constructing harmonics for surfaces of revolution ("Su un metodo per costruire armoniche per superfici di rivoluzione"). Nel 1932 presentò a Zurigo, sempre al Congresso internazionale di matematica, l'articolo Harmonics Associated with Certain Inverted Spheroids ("Armoniche associate a certi sferoidi invertiti"). Gli articoli sul metodo scientifico scritti con Harold Jeffreys furono alla base del suo libro del 1931 Scientific Inference. Nel necrologio di Wrinch pubblicato su Nature, Jeffreys scrisse:
(Harold Jeffreys)
Attorno al 1932 Wrinch si orientò verso la biologia teorica; fu tra i fondatori del Biotheretical Gathering, noto anche come "Theoretical Biology Club", un gruppo inter-disciplinare finalizzato a spiegare la vita scoprendo il funzionamento delle proteine. Del gruppo facevano parte anche Joseph Henry Woodger, Joseph and Dorothy Needham, Conrad Hal Waddington, John Desmond Bernal, Karl Popper e Dorothy Crowfoot Hodgkin. Da quel momento in avanti, Wrinch si può definire una biologa teorica. Sviluppò un modello della struttura proteica che battezzò "struttura a ciclolo", che suscitò parecchie controversie e fu oggetto di attacchi da parte del chimico Linus Pauling. Nel dibattito accademico, la mancanza di una formazione specifica come chimica fu un importante punto debole per Wrinch. Nel 1939 si erano raccolte molte prove che indicavano come il modello fosse erroneo, ma Wrinch continuò comunque a lavorarvi. Nonostante questo, il lavoro sperimentale condotto da Irving Langmuir in collaborazione con Wrinch per cercare di convalidare il modello fissò il principio per cui l'effetto idrofobico è la forza trainante per il ripiegamento delle proteine.
Nel 1936 Ida Busbridge divenne assistente di Wrinch, sostituendola nel'insegnamento della matematica in tutti e cinque i collegi femminili.
Nel 1939 Wrinch si trasferì negli Stati Uniti, dove ricoprì diversi incarichi di insegnamento in tre piccoli college del Massachusetts, l'Amherst College, il Mount Holyoke College e lo Smith College; in quest'ultimo svolse anche attività di ricerca dal 1942 al 1971, anno del suo pensionamento.
Sempre nel 1939, Ernst Alexanderson e Irving Langmuir la candidarono al Premio Nobel per la chimica.

## Vita privata
Prima del 1918, GN Watson, tutore di Wrinch a Cambridge, la chiese in sposa ma lei, non ricambiandone i sentimenti, chiese al padre di spiegargli la situazione; ciò nonostante, in seguito Watson raccomandò di scegliere Wrinch come sua sostituta all'University College di Londra. Nel periodo successivo alla prima guerra mondiale, Wrinch potrebbe avere avuto un legame sentimentale con Frank Russell, il fratello di Bertrnad, e probabilmente una storia non felice con Rapahel Demos, uno dei discepoli del filosofo. Le fonti sono discordi sul fatto se Wrinch desiderrasse o meno una relazione amoroso con Russell. Per diversi anni fu una stretta compagna intelletturale di Harold Jeffreys e alcuni osservatori contemporaeni ritenevano fossero fidanzati. È possibile che la rottura dei loro rapporti sia stata tra i motivi che spinsero Jeffreys a entrare in psicanalisi, come di moda all'epoca a Cambridge.
Nel 1922 Wrinch sposò il suo relatore al King's College di Londra, il fisico matematico John William Nicholson. Alla discussione della tesi di dottorato di Wrinch nel 1921 partecipò un esaminatore in più, fatto inusuale, forse a causa della possibile relazione tra i due. Durante il matrimonio, la coppia ebbe una figlia, Pamela, nata nel 1927. Verso la fine degli anni venti, la salute mentale di Nicholson si deteriorò, tanto che nel 1930 fu dichiarato malato mentale e ricoverato nell'ospedale di Warnerford fino alla sua morte nel 1955. Nel 1937 Wrinch ottenne il divorzio a causa dell'infermità del marito. A partire dal 1930 Wrinch fu vicina emotivamente e intellettualmente al matematico Eric Neville, amicizia che durò fino al 1961.
Nel 1939 Wrinch e la figlia si trasferirono negli Stati Uniti, in parte perché il cancelliere dell'Università di Oxford, Lord Halifax che era anche Segretario di Stato, le suggerì che sarebbe stata più utile allo sforzo bellico se avesse svolto lì il suo lavoro di ricercatrice e conferenziera. Nel 1941 sposò Otto Glaser, presidente del dipartimento di biologia e vice-presidente dell'Amherst College e fu in parte grazie a lui che ottenne incarichi di insegnamento. Nel 1944 Glaser fu costretto alle dimissioni per aver consentito che il suo assistente alla ricerca lavorasse per Wrinch. Glaser andò in pensione nel 1948 e morì nel 1951.
Wrinch morì a Falmouth, in Massachusetts, l'11 febbraio 1976.
Nel suo necrologio, Dorothy Hodgkin la definì "una figura brillante e controversa che ha avuto un ruolo importante nell'avvio di gran parte della ricerca attuale in biologia molecolare". Su un piano più personale, Hodgkin scrisse: "Mi piace pensare a lei come era quando la conobbi, allegra, entusiasta e avventurosa, coraggiosa di fronte a tante sventure e molto gentile".

## The Retreat from Parenthood(1930)
Nel 1930, con lo pseudonimo di Jean Ayling, Wrinch pubblicò il saggio The Retreat from Parenthood (lett. Il ritiro dalla genitorialità). Il testo nella prima parte analizza l'impatto della maternità sulla carriera professionale delle donne, che spesso comportava il licenziamento, e l'impatto fisico e psicologico su genitori e figli nel farsi carico di tutte le funzioni per crescere un bambino. Per Wrinch, destava particolare preoccupazione il fatto che i genitori in generale non possiedono le competenze necessarie su aspetti pratici come l'alimentazione adatta e l'ambiente sociale più consono per lo sviluppo dei figli, dato che spesso le loro competenze professionali vertono su tutt'altre aree e che acquisire una comprensione scientifica di questi fattori richiede anche una notevole quantità di tempo, da sottrarre alla carriera.
Nella seconda parte, Wrinch tenta di offrire una soluzione costruttiva al problema, proponendo l'istituzione di servizi appositi, definiti Child Rearing Services (C.R.S., lett. "Servizi di allevamento dei bambini"), che si facessero carico, al posto dei genitori, di quasi tutti gli aspetti legati alla cura della crescita, ad eccezione di quattro aree in cui il coinvolgimento diretto dei genitori è assolutamente imprescindibile: "concepimento", "gestazione", "parto" e "allattamento". Questi servizi avrebbero dovuto essere strutturati in quattro uffici, denominati A, B, C e D. L'ufficio A aveva il compito di ristrutturare le case per renderle più confortevoli e adatte all'allevamento dei bambini, dotandole di impianti elettrici, servizi e riparazioni idrauliche, isolamento e insonorizzazione nonché garantendo sempre la disponibilità dell'acqua calda. L'ufficio B doveva occuparsi della parte pratica della vita quotidiana: preparazione dei pasti, cambio dei pannolini, bucato, lavaggio delle stoviglie eccetera. L'ufficio C aveva in carico la gestione della sicurezza alimentare, dei controlli sul cibo, degli aspetti dietetici e della preparazione dei pasti, con l'obiettivo che tutti i bambini fossero ben nutriti con la dieta migliore. L'ufficio D, infine, si sarebbe dovuto occupare della parte medica, infermieristica e psicologica e in generale di tutti i servizi necessari per la salute e il benessere di genitori e figli, dalla gravidanza fino all'inizio del percorso scolastico.

## Opere principali
- On the summation of pleasures, in Proceedings of the Aristotelian Society 1917-1918, pp.589-594
- On Some Aspects of the Theory of Probability,  in Philosophical Magazine, 38, (1919), pp.715–731 (con Harold Jeffreys)
- On the Structure of Scientific Inquiry, in Proceedings of the Aristotelian Society, 21, (1920–21), pp.181–210
- The Retreat from Parenthood, Londra, K. Paul, Trench, Trübner 1930 (con lo pseudonimo Jean Ayling)
- The roots of hyper-geometric functions with a numerator and four denominators, con H.E.H. Wrinch, in Phil. Mag. 1 (Ser. 7), 1926, pp.273–276
- Chromosome behaviour in terms of protein pattern, in Nature 134, 1934, pp.978–979
- The cyclol hypothesis and the globular proteins, in Proc. Royal Society A 161, 1937, pp.05–524.
- Fourier transforms and structure factors, American Society for X-Ray and Electron Diffraction, 1946
- Chemical aspects of the structure of small peptides; an introduction, 1960
- Chemical aspects of polypeptide chain structures and the cyclol theory', 1965
- Selected papers of Dorothy Wrinch, from the Sophia Smith Collection, in Structures of Matter and Patterns in Science, inspired by the work and life of Dorothy Wrinch, 1894–1976, atti del convegno tenuto presso lo Smith College, Northampton, Massachusetts, 28–30 settembre 1977, Schenkman Publishing Company, 1980